# Maison Bucheron
La maison Bucheron est un édifice situé à Amance, en France.

## Localisation
L'édifice est situé sur la commune d'Amance, dans le département français de la Haute-Saône.

## Historique
L'édifice bénéficie d'un classement et d'une inscription au titre des monuments historiques, tous deux en 1991.